# Koncert a Marson
A Koncert a Marson a Hungária együttes első nagylemeze, amely 1970-ben jelent meg a Qualitonnál.

## Története
Miután a "beharangozó" kislemez (Délibáb / Koncert A Marson) sikert aratott a Hungária lehetőséget kapott egy nagylemez elkészítésére. Ezen a nagylemezen játszik először Barta Tamás (gitár) és Sipos Péter (basszusgitár) az együttesben. A lemez a Hungária beat korszakának a csúcsa, bár néha eltér ettől az irányzattól és kissé a rock világa felé húz. Ez leginkább Barta Tamás lenyűgöző gitárjátékának köszönhető.
A Koncert A Marson első Qualiton-os kiadása mono verzió volt, amelyből jóval kevesebb példányszámot készítettek, mint a későbbi változatokból. Az 1970-es évek elején újra kiadták az album stereo változatát, citrom és narancssárga színű Qualitonos címkékkel. A borítón nem változtattak, egyedül egy lila alapon szürke "Stereo" feliratú, az ezt követő kiadásnál pedig szürke alapon fekete feliratú "Stereo-Mono" matricát ragasztottak az után gyártott változatokra, így lehet a legegyszerűbben megkülönböztetni a két verziót. A narancssárga lemezcímkés változatnak jóval élénkebb, színesebb a borítója, mint a korábban kiadott két LP tasakja. Még szintén az 1970-es évek első felében a Qualiton megjelentetett egy úgynevezett Szovjet Export verziót a Koncert a Marson c. lemezből. A borítója nagyjából megegyezik a Magyarország-on kiadott változatokéval, egyedül csak annyi az eltérés, hogy matrica helyett egy "Stereo-Mono" feliratot írtak bele magába a borítóba, amely eléggé jelentéktelen, mivel beleolvad a borítóba és így nehezen észrevehető: a QUALITON LPX 17408-as katalógusszám felett található. A lemez címkéjének citromsárga volt színe, amelyre orosz nyelven írták rá az album címét, a dalokat valamint a szerzőket.

## Az album dalai
A oldal
1. Koncert a Marson (Fenyő Miklós – S. Nagy István)
2. Márvány (Csak ő tud mindenről talán) (Sipos Péter – S. Nagy István)
3. Mese (Fenyő Miklós – Révész Tamás)
4. Belváros (Fenyő Miklós – Révész Tamás)
5. A babonás lány (Fenyő Miklós – S. Nagy István)
6. A régi filmek mozija (Sipos Péter – Révész Tamás)

B oldal
1. Hej, Rolli, Rolli (Fenyő Miklós – S. Nagy István)
2. Szivárvány (Fenyő Miklós – Révész Tamás)
3. Elől ül a masiniszta (Sipos Péter – S. Nagy István)
4. Szegény fűzfa (Fenyő Miklós – S. Nagy István)
5. És én csak énekelek (Fenyő Miklós – S. Nagy István)
6. Végállomás (Fenyő Miklós – S. Nagy István)

## Közreműködtek
- Barta Tamás – gitár, ének
- Csomós Péter – ritmusgitár, ének
- Fenyő Miklós – ének, orgona, zongora
- Sipos Péter – basszusgitár, ének
- Tóth József – dob, ütőhangszerek

Produkció
- Antal Dóra – zenei rendező
- Fülöp Attila – hangmérnök
- Kálmánchey Zoltán – borítóterv
- Záránd Gyula – fényképek
- S. Nagy István – dalszövegíró
- Révész Tamás – dalszövegíró

## Külső hivatkozások
- http://rateyourmusic.com/release/album/hungaria/koncert_a_marson/